# Lenguas tucanas
Las lenguas tucanas (o tukano) constituyen una familia de lenguas indígenas de América habladas en el noroeste de la Amazonia, en territorios de Brasil, Colombia, Perú y Ecuador.

## Clasificación

### Clasificación interna
Está dividida en tres ramas, así:
- Rama occidental
  - Grupo norte
    - Lengua Korewahe (ko'reuajú, coreguaje) 2.210 hablantes (2001)[3]
    - Lengua Makawahe † extinta
    - Lengua Tama † extinta
    - Lengua Siona (encabellado) 550 (2002)[4]
    - Lengua Secoya (piohé, piojé, angutero, angotero) 690 (2007)[5]
    - Lengua Tetete † extinta

  - Grupo sur
    - Lengua Maihuna (maijuna, orejón) 190 (1976)[6]
    - Lengua Payawá (payaguá, payowahe, koto)
- Rama central
  - Grupo norte
    - Lengua Kubewa (pamiwa, cubeo, hähänaua) 2150 (1997);[7] 6.800 (2001)[8]
    - Lengua Betoñe (betoye) † extinta

  - Grupo sur
    - Lengua Tanimuca 300 (1976)[9]
      - Tanimuca (opaina)
      - Retuará (yaúna, letuamá)
- Rama oriental
  - Grupo sur
    - Lengua Barasana (comea-jánena)- Taiwano (eduria) 1.890 (2001)[10]
    - Lengua Karapaná (möxdoa) 650 (1990)[11]
    - Lengua Kueretú (curetú) † extinta
    - Lengua Makuna-erulia (buhágana) 1.110 (2001)[12]
    - Lengua Miritítapuia † extinta
    - Lengua Yupuá-Duriná (tayasu tapuyo) † extinta

  - Grupo central
    - Lengua Bará-Waimaja (pokangá) 
      - Waimaha 700 (1995-1998)[13]
      - Pokangá 100 (1983)[14]

    - Lengua Desana (wîrâ) 2.400 (1997);[7] 3.420 (2001)[15]
    - Lengua Siriana (süra) 350 (1995-2001)[16]
    - Lengua Tatuyo (pamöa) 400 (2007)[17]
    - Lengua Tuyuka (maatamasa) 810 (1995)[18]
    - Lengua Yurutí (patsoka, wajiara) - Pisamira (papiwa) 500 (2007)[19]

  - Grupo norte
    - Lengua Piratapuyo (wa'íkâdá) 1.070 (1986)[20]
    - Lengua Tukano (dasea, arapaso, tucano) 4.630 (1986);[21] 4.100-4.600 (1997)[7]
    - Lengua Wanana-pirá (kótitia, guanano) 1.070 (1997);[7] 850 (2001)[22]

La clasificación anterior es criticable ya que no parece haber evidencia suficiente para mantener la existencia de una rama central que agrupe al cubeo y al tanimuca-retuarã, una clasificación más conservadora en cuatro ramas, es la que se puede inferir de la clasificación basada en similitud léxica del proyecto ASJP:

|  | Tucano oriental  |
|  |                  |
|  | Tanimuca-retuarã |
|  |                  |

|  | Cubeo             |
|  |                   |
|  | Tucano occidental |
|  |                   |

|  | Tucano oriental  |
|  |                  |
|  | Tanimuca-retuarã |
|  |                  |

|  | Cubeo             |
|  |                   |
|  | Tucano occidental |
|  |                   |

### Relaciones con otras lenguas
Para Greenberg (1987), la familia Tucano y las lenguas makú - puinave se agrupan en el macro-tukano, y a la vez agrupa esta macrofamilia en el phylum Ecuatorial-Tucano, en el cual estarían también las lenguas arawak, guahibo y Piaroa-Sáliba. Wheeler (1992) encontró varias relaciones "sorprendentes" en las reconstrucciones de Proto-Tucano y proto-chibcha y algunas con Proto-Arawak.

## Descripción lingüística

### Fonología
El trabajo comparativo sobre las lenguas tukanas ha permitido conocer relativamente bien el sistema fonológico del proto-tukano. El inventario de consonantes es relativamente pequeño y contiene oposiciones de sonoridad:
|                    | labial | alveolar | velar |
| ------------------ | ------ | -------- | ----- |
| obstruyente sorda  | *p     | *t       | *k    |
| obstruyente sonora | *b     | *d       | *g    |
| aproximante        |        | *j       | *w    |

En algunas lenguas las oclusivas sonoras tienen frecuentemente alófonos no-nasales [b, d, g] y nasales [m, n, ŋ].

### Gramática
Desde el punto de vista de la tipología lingüística Las lenguas tucanas:
- Presentan un alineamiento morfosintáctico de tipo ergativo, o más exactamente, la mayoría de ellas presentan ergatividad escindida.
- Son de tipo casi exclusivamente sufijante a diferencia de otras lenguas amazónicas.
- Generalmente son lenguas tonales.

### Comparación léxica
Los numerales en diferentes lenguas tucanas son:
| GLOSA | PROTO- TUC. Oc. | PROTO- TUC. Or. | Cubeo             | Tamiyuca    | PROTO- TUCANO |
| ----- | --------------- | --------------- | ----------------- | ----------- | ------------- |
| '1'   | *teʔe-          | *dĩʔkã-         | kuinákó           | íʔró-       | *tiʔ-(?)      |
| '2'   | *kaʔya-         | *pɨa-           | pɨká-rã           | íɸo-        | *pɨka-(?)     |
| '3'   |                 | *iʔtia-         | yobekɨ-rã         | baéka-      | *ɨt’ia        |
| '4'   | *gahe-seʔe-     | *baʔpati-       | yovaikɨwai        | botá-       |               |
| '5'   | *teʔe hɨtɨ      | *dĩʔkã ãbõkõto  | kuinápɨ́rɨ́pe paiwɨ | íʔra ɸiʔta- | *1+'mano'     |
| '10'  |                 | *pɨa ãbõkṍtõ    |                   | íɸa-ɸiʔta-  | *2+'mano'     |